# Пакистано-китайская кухня
Пакистанско-китайская кухня (Урду: چینی پکوان) включает в себя стили и разновидности китайской кухни, которые готовятся и потребляются в Пакистане. Китайские мигранты в Пакистане разработали отдельную Пакистанско-китайскую кухню.

## История
Китайская кухня пришла в Пакистан через рестораны в 1930-х годах. Один из них, Китайский ресторан ABC в Карачи, когда-то был под патронажем Чжоу Эньлая и продолжал работать до 1988 года. Китайские рестораны очень популярны среди семей, в отличие от фаст-фуда и континентальной кухни, которая больше нравится молодёжи.
Пакистанско-китайская еда напоминает кантонскую кухню с её либеральным использованием куриных соусов, приправленных соевым соусом, соусом Чили, уксусом, мононатриевым глутаматом и устричным соусом, но очень редко любыми свежими травами. В ресторанах также принято подавать блюда китайской кухни на раскалённых тарелках. Овощи, используемые в китайской кухне, в основном капуста, перец и лук, брокколи или Бок-чой не являются местными овощами. Степень популярности китайской кухни можно оценить по тому факту, что китайские вариации местных блюд стали довольно популярными, как Китайская самоса, китайский бульон и китайский пулао.
Некоторые недавно открытые рестораны, такие как Ginsoy, процветают в городе Карачи. Еда, предлагаемая в китайских ресторанах в Карачи — это смесь китайской кухни в пакистанской стиле. Совсем недавно в Исламабаде стал известен ресторан «Феникс». Их клиентами являются экс-президент Первез Мушарраф и экс-премьер-министр Шаукат Азиз; Говорят, что мушарраф наслаждается креветками, пекинской уткой, жареной говядиной и чесночными бараньими отбивными. Куриное Маньчжурское мясо одно из самых популярных пакистанско-китайских блюд, является Южноазиатским китайским блюдом, которое обычно состоит из курицы с редкими овощами в пряном соусе. Это полностью китайское блюдо в Южной Азии, потребляемое в Индии и Пакистане в целом, и мало напоминает традиционную китайскую кухню.

## Блюда
Среди наиболее популярных Пакистано-китайских блюд:
- Курица Маньчжурская — самое популярное блюдо с кусочками жареной курицы, подаваемой в соусе на основе красного кетчупа. Его обычно подают с яйцом или курицы с рисом.
- Курица с лаймом — подаётся в шипящем лимонном или лаймовом соусе.
- Кисло-сладкий цыплёнок с перецем, луком и ананасом в красном кисло-сладком соусом.
- Китайский рис Басмати — является наиболее распространённой формой используемого риса.
- Куриные медовые крылышки — куриные крылышки, покрытые в сладкой медовой пасте.
- Китайский суп — куриный, кукурузный суп. Горячий и кислый суп повсеместно распространён в ресторанах, домах и по телевизору. Они подаются с уксусом и перецем чили.
- Лапша. Концентрация масла более высока чем нормальные китайские лапши.

## Связанные статьи
- Китайская кухня
- Пакистанская кухня